# 駒門浅間神社
駒門浅間神社（こまかどせんげんじんじゃ）は、静岡県御殿場市駒門（こまかど）にある神社。
正式名称は単に浅間神社（せんげんじんじゃ）だが、御殿場市内も含め、周辺に「浅間神社」が数多くあるため、区別の都合上、地名を冠して「駒門浅間神社」と表現されることがほとんどである。
長泉町の割狐塚稲荷神社によって兼務されている。

## 概要
JR御殿場線・富士岡駅の北西に鎮座する。
寛永2年（1625年）に富士山すそ野の原野、駒門に開墾入植し、駒門新田を拓いた人々によって創建された。
明治8年（1875年）2月に指定村社となる。
平成4年（1992年）に新東名高速道路が村を縦断する計画が発表され、議論が巻き起こり、平成13年（2001年）に計画を受け入れ神社も北西近隣へと移転することが決定、平成15年（2003年）に新境内地造成工事着工、平成16年（2004年）に社殿着工・完成の後、平成17年（2005年）に遷座。
現在、高速道路下に位置する元々の神社所在地には、跡地を示す石碑と、市の天然記念物である大公孫樹(いちょう)が残されている。

## 祭神
- 木之花開耶姫命
- 大山祇命